# 노멀 피플
《노멀 피플》(영어: Normal People)은 2020년 4월부터 방영된 아일랜드의 드라마이다.